# Radical 184
Le radical 184, qui signifie l’alimentation ou la nourriture, est un des 11 des 214 radicaux chinois répertoriés dans le dictionnaire de Kangxi composés de neuf traits.
Le caractère Unicode de 食 est 98DF.

## Caractères avec le radical 184
| nombre de traits          | caractères                                                           |                         |
| ------------------------- | -------------------------------------------------------------------- | ----------------------- |
| Sans trait supplémentaire | 食 飠                                                                | 饣                      |
| 2 traits supplémentaires  | 䬢 飡 飢 飣 飤                                                       | 饤 饥                   |
| 3 traits supplémentaires  | 䬣 䬤 䬥 飥 飦 飧 飨                                                 | 饦 饧                   |
| 4 traits supplémentaires  | 䬦 䬧 䬨 䬩 䬪 飩 飪 飫 飬 飭 飮 飯 飰 飱 飲                         | 饨 饩 饪 饫 饬 饭 饮 飯 |
| 5 traits supplémentaires  | 䬫 䬬 䬭 䬮 䬯 䬰 䬱 䬲 䬳 䬴 飳 飴 飵 飶 飷 飸 飹 飻 飼 飽 飾 飿    | 饯 饰 饱 饲 饳 饴 飼    |
| 6 traits supplémentaires  | 䬵 䬶 䬷 䬸 䬹 䬺 䬻 飺 餀 餁 餂 餃 餄 餆 餇 餈 餉 養 餋 餌 餍 餎 餏 | 饵 饶 饷 饸 饹 饺 饻 饼 |
| 7 traits supplémentaires  | 䬼 䬽 䬾 䬿 䭀 䭁 䭂 餐 餑 餒 餓 餔 餕 餖 餗 餘 餙 餝                | 饽 饾 饿 馀 馁 馂       |
| 8 traits supplémentaires  | 䭃 䭄 䭅 䭆 䭇 餅 餚 餛 餜 餞 餟 餠 餡 餢 餣 餤 餥 餦 餧 館 餩 館    | 馃 馄 馅 馆             |
| 9 traits supplémentaires  | 䭈 䭉 䭊 䭋 䭌 䭍 䭎 䭏 餪 餫 餬 餭 餮 餯 餰 餱 餲 餳 餴 餵 餷       | 馇 馈 馊 馋             |
| 10 traits supplémentaires | 䭐 䭑 䭒 䭓 䭔 餶 餸 餹 餺 餻 餼 餽 餾 餿 饀 饁 饂 饃                | 馉 馌 馍 馎 馏 馐       |
| 11 traits supplémentaires | 䭕 䭖 䭗 饄 饅 饆 饇 饈 饉                                           | 馑 馒                   |
| 12 traits supplémentaires | 䭘 䭙 䭚 䭛 䭜 䭪 饊 饋 饌 饍 饎 饏 饐 饑 饒 饓                      | 馓 馔                   |
| 13 traits supplémentaires | 䭝 䭞 䭟 䭠 饔 饕 饖 饗 饘 饙                                        |                         |
| 14 traits supplémentaires | 䉵 䭡 䭢 䭣 䭤 饚 饛 饜                                              |                         |
| 15 traits supplémentaires | 䭥                                                                   |                         |
| 16 traits supplémentaires | 饝                                                                   |                         |
| 17 traits supplémentaires | 䭦 䭧 饞 饟                                                          |                         |
| 18 traits supplémentaires | 䭨                                                                   |                         |
| 19 traits supplémentaires | 䭩 饠 饡                                                             |                         |
| 22 traits supplémentaires | 饢                                                                   | 馕                      |